# Circonscription de Berehe Alelitu
La circonscription de Berehe Alelitu est une des 177 circonscriptions législatives de l'État fédéré Oromia, elle se situe dans la Zone Nord Shoa. Sa représentante actuelle est Zenebech Yadete Waqe.